# Danh sách tiểu hành tinh: 12401–12500
| Tên                  | Tên đầu tiên | Ngày phát hiện       | Nơi phát hiện           | Người phát hiện                                  |
| -------------------- | ------------ | -------------------- | ----------------------- | ------------------------------------------------ |
| 12401 Tucholsky      | 1995 OG10    | 21 tháng 7 năm 1995  | Đài quan sát Tautenburg | F. Börngen                                       |
| 12402 -              | 1995 PK      | 3 tháng 8 năm 1995   | Kiyosato                | S. Otomo                                         |
| 12403 -              | 1995 QD3     | 31 tháng 8 năm 1995  | Oizumi                  | T. Kobayashi                                     |
| 12404 -              | 1995 QW3     | 31 tháng 8 năm 1995  | Trạm Catalina           | T. B. Spahr                                      |
| 12405 Nespoli        | 1995 RK      | 15 tháng 9 năm 1995  | Sormano                 | F. Manca, V. Giuliani                            |
| 12406 Zvíkov         | 1995 SZ1     | 25 tháng 9 năm 1995  | Kleť                    | M. Tichý, Z. Moravec                             |
| 12407 Riccardi       | 1995 SC2     | 23 tháng 9 năm 1995  | Bologna                 | Osservatorio San Vittore                         |
| 12408 Fujioka        | 1995 SP2     | 20 tháng 9 năm 1995  | Kuma Kogen              | A. Nakamura                                      |
| 12409 Bukovanská     | 1995 SL3     | 28 tháng 9 năm 1995  | Kleť                    | Kleť                                             |
| 12410 Donald Duck    | 1995 SM3     | 16 tháng 9 năm 1995  | Sormano                 | P. Sicoli, P. Ghezzi                             |
| 12411 Tannokayo      | 1995 SQ3     | 20 tháng 9 năm 1995  | Kitami                  | K. Endate, K. Watanabe                           |
| 12412 Muchisachie    | 1995 ST4     | 20 tháng 9 năm 1995  | Kitami                  | K. Endate, K. Watanabe                           |
| 12413 Johnnyweir     | 1995 SQ29    | 16 tháng 9 năm 1995  | Zelenchukskaya          | T. V. Kryachko                                   |
| 12414 Bure           | 1995 SR29    | 16 tháng 9 năm 1995  | Zelenchukskaya          | T. V. Kryachko                                   |
| 12415 Wakatatakayo   | 1995 SW52    | 22 tháng 9 năm 1995  | Kitami                  | K. Endate, K. Watanabe                           |
| 12416 -              | 1995 TS      | 2 tháng 10 năm 1995  | Oizumi                  | T. Kobayashi                                     |
| 12417 -              | 1995 TC8     | 2 tháng 10 năm 1995  | Kiyosato                | S. Otomo                                         |
| 12418 Tongling       | 1995 UX2     | 23 tháng 10 năm 1995 | Xinglong                | Chương trình tiểu hành tinh Bắc Kinh Schmidt CCD |
| 12419 -              | 1995 UP4     | 25 tháng 10 năm 1995 | Oizumi                  | T. Kobayashi                                     |
| 12420 -              | 1995 UT4     | 25 tháng 10 năm 1995 | Oizumi                  | T. Kobayashi                                     |
| 12421 Zhenya         | 1995 UH5     | 16 tháng 10 năm 1995 | Zelenchukskaya          | T. V. Kryachko                                   |
| 12422 -              | 1995 US8     | 27 tháng 10 năm 1995 | Kushiro                 | S. Ueda, H. Kaneda                               |
| 12423 Slotin         | 1995 UQ16    | 17 tháng 10 năm 1995 | Kitt Peak               | Spacewatch                                       |
| 12424 -              | 1995 VM      | 2 tháng 11 năm 1995  | Oizumi                  | T. Kobayashi                                     |
| 12425 -              | 1995 VG2     | 12 tháng 11 năm 1995 | Nachi-Katsuura          | Y. Shimizu, T. Urata                             |
| 12426 Racquetball    | 1995 VL2     | 14 tháng 11 năm 1995 | Haleakala               | AMOS                                             |
| 12427 -              | 1995 WM3     | 21 tháng 11 năm 1995 | Farra d'Isonzo          | Farra d'Isonzo                                   |
| 12428 -              | 1995 WJ5     | 24 tháng 11 năm 1995 | Oizumi                  | T. Kobayashi                                     |
| 12429 -              | 1995 WH7     | 16 tháng 11 năm 1995 | Oizumi                  | T. Kobayashi                                     |
| 12430 -              | 1995 XB2     | 14 tháng 12 năm 1995 | Xinglong                | Chương trình tiểu hành tinh Bắc Kinh Schmidt CCD |
| 12431 Webster        | 1995 YY10    | 18 tháng 12 năm 1995 | Kitt Peak               | Spacewatch                                       |
| 12432 Usuda          | 1996 AR1     | 12 tháng 1 năm 1996  | Chichibu                | N. Sato, T. Urata                                |
| 12433 Barbieri       | 1996 AF4     | 15 tháng 1 năm 1996  | Cima Ekar               | M. Tombelli, U. Munari                           |
| 12434 -              | 1996 BM      | 16 tháng 1 năm 1996  | Oizumi                  | T. Kobayashi                                     |
| 12435 Sudachi        | 1996 BX      | 17 tháng 1 năm 1996  | Kitami                  | K. Endate, K. Watanabe                           |
| 12436 -              | 1996 BY1     | 24 tháng 1 năm 1996  | Oizumi                  | T. Kobayashi                                     |
| 12437 Westlane       | 1996 BN6     | 18 tháng 1 năm 1996  | Kitt Peak               | Spacewatch                                       |
| 12438 -              | 1996 CZ      | 9 tháng 2 năm 1996   | Cloudcroft              | W. Offutt                                        |
| 12439 Okasaki        | 1996 CA3     | 15 tháng 2 năm 1996  | Nanyo                   | T. Okuni                                         |
| 12440 Koshigayaboshi | 1996 CF3     | 11 tháng 2 năm 1996  | Kitami                  | K. Endate, K. Watanabe                           |
| 12441 -              | 1996 DV      | 19 tháng 2 năm 1996  | Oizumi                  | T. Kobayashi                                     |
| 12442 Beltramemass   | 1996 DO1     | 23 tháng 2 năm 1996  | Stroncone               | Stroncone                                        |
| 12443 Paulsydney     | 1996 EQ2     | 15 tháng 3 năm 1996  | Haleakala               | AMOS                                             |
| 12444 Prothoon       | 1996 GE19    | 15 tháng 4 năm 1996  | La Silla                | E. W. Elst                                       |
| 12445 Sirataka       | 1996 HE2     | 24 tháng 4 năm 1996  | Nanyo                   | T. Okuni                                         |
| 12446 Juliabryant    | 1996 PZ6     | 15 tháng 8 năm 1996  | Macquarie               | R. H. McNaught, J. B. Child                      |
| 12447 Yatescup       | 1996 XA12    | 4 tháng 12 năm 1996  | Kitt Peak               | Spacewatch                                       |
| 12448 Mr. Tompkins   | 1996 XW18    | 12 tháng 12 năm 1996 | Kleť                    | M. Tichý, Z. Moravec                             |
| 12449 -              | 1996 XL31    | 14 tháng 12 năm 1996 | Oizumi                  | T. Kobayashi                                     |
| 12450 -              | 1996 YD      | 20 tháng 12 năm 1996 | Oizumi                  | T. Kobayashi                                     |
| 12451 -              | 1996 YF      | 20 tháng 12 năm 1996 | Oizumi                  | T. Kobayashi                                     |
| 12452 -              | 1996 YO      | 20 tháng 12 năm 1996 | Oizumi                  | T. Kobayashi                                     |
| 12453 -              | 1996 YY      | 20 tháng 12 năm 1996 | Oizumi                  | T. Kobayashi                                     |
| 12454 -              | 1996 YO1     | 18 tháng 12 năm 1996 | Xinglong                | Chương trình tiểu hành tinh Bắc Kinh Schmidt CCD |
| 12455 -              | 1997 AR      | 2 tháng 1 năm 1997   | Oizumi                  | T. Kobayashi                                     |
| 12456 Genichiaraki   | 1997 AC1     | 2 tháng 1 năm 1997   | Chichibu                | N. Sato                                          |
| 12457 -              | 1997 AK1     | 2 tháng 1 năm 1997   | Oizumi                  | T. Kobayashi                                     |
| 12458 -              | 1997 AR1     | 2 tháng 1 năm 1997   | Oizumi                  | T. Kobayashi                                     |
| 12459 -              | 1997 AQ4     | 6 tháng 1 năm 1997   | Oizumi                  | T. Kobayashi                                     |
| 12460 Mando          | 1997 AF5     | 3 tháng 1 năm 1997   | Chichibu                | N. Sato                                          |
| 12461 -              | 1997 AM5     | 7 tháng 1 năm 1997   | Oizumi                  | T. Kobayashi                                     |
| 12462 -              | 1997 AO5     | 7 tháng 1 năm 1997   | Oizumi                  | T. Kobayashi                                     |
| 12463 -              | 1997 AL7     | 9 tháng 1 năm 1997   | Oizumi                  | T. Kobayashi                                     |
| 12464 Manhattan      | 1997 AH8     | 2 tháng 1 năm 1997   | Kitt Peak               | Spacewatch                                       |
| 12465 Perth Amboy    | 1997 AD10    | 3 tháng 1 năm 1997   | Kitt Peak               | Spacewatch                                       |
| 12466 -              | 1997 AS12    | 10 tháng 1 năm 1997  | Oizumi                  | T. Kobayashi                                     |
| 12467 -              | 1997 AX17    | 15 tháng 1 năm 1997  | Oizumi                  | T. Kobayashi                                     |
| 12468 Zachotín       | 1997 AE18    | 14 tháng 1 năm 1997  | Ondřejov                | L. Šarounová                                     |
| 12469 Katsuura       | 1997 AW18    | 9 tháng 1 năm 1997   | Chichibu                | N. Sato                                          |
| 12470 Pinotti        | 1997 BC9     | 31 tháng 1 năm 1997  | Cima Ekar               | M. Tombelli                                      |
| 12471 Larryscherr    | 1997 CZ6     | 6 tháng 2 năm 1997   | Haleakala               | NEAT                                             |
| 12472 Samadhi        | 1997 CW11    | 3 tháng 2 năm 1997   | Kitt Peak               | Spacewatch                                       |
| 12473 Levi-Civita    | 1997 CM19    | 10 tháng 2 năm 1997  | Prescott                | P. G. Comba                                      |
| 12474 -              | 1997 CZ19    | 12 tháng 2 năm 1997  | Oizumi                  | T. Kobayashi                                     |
| 12475 -              | 1997 CC20    | 12 tháng 2 năm 1997  | Oizumi                  | T. Kobayashi                                     |
| 12476 -              | 1997 EU2     | 4 tháng 3 năm 1997   | Oizumi                  | T. Kobayashi                                     |
| 12477 Haiku          | 1997 EY20    | 4 tháng 3 năm 1997   | Kitt Peak               | Spacewatch                                       |
| 12478 Suzukiseiji    | 1997 EX25    | 7 tháng 3 năm 1997   | Nanyo                   | T. Okuni                                         |
| 12479 Ohshimaosamu   | 1997 EG27    | 5 tháng 3 năm 1997   | Kitt Peak               | Spacewatch                                       |
| 12480 -              | 1997 EW45    | 9 tháng 3 năm 1997   | Xinglong                | Chương trình tiểu hành tinh Bắc Kinh Schmidt CCD |
| 12481 Streuvels      | 1997 EW47    | 12 tháng 3 năm 1997  | La Silla                | E. W. Elst                                       |
| 12482 Pajka          | 1997 FG1     | 23 tháng 3 năm 1997  | Modra                   | A. Galád, A. Pravda                              |
| 12483 -              | 1997 FW1     | 28 tháng 3 năm 1997  | Xinglong                | Chương trình tiểu hành tinh Bắc Kinh Schmidt CCD |
| 12484 -              | 1997 FO3     | 31 tháng 3 năm 1997  | Socorro                 | LINEAR                                           |
| 12485 Jenniferharris | 1997 GO1     | 7 tháng 4 năm 1997   | Haleakala               | NEAT                                             |
| 12486 -              | 1997 GP6     | 2 tháng 4 năm 1997   | Socorro                 | LINEAR                                           |
| 12487 -              | 1997 GJ8     | 2 tháng 4 năm 1997   | Socorro                 | LINEAR                                           |
| 12488 -              | 1997 GD15    | 3 tháng 4 năm 1997   | Socorro                 | LINEAR                                           |
| 12489 -              | 1997 GR36    | 7 tháng 4 năm 1997   | Socorro                 | LINEAR                                           |
| 12490 Leiden         | 1997 JB13    | 3 tháng 5 năm 1997   | La Silla                | E. W. Elst                                       |
| 12491 Musschenbroek  | 1997 JE15    | 3 tháng 5 năm 1997   | La Silla                | E. W. Elst                                       |
| 12492 Tanais         | 1997 JP16    | 3 tháng 5 năm 1997   | La Silla                | E. W. Elst                                       |
| 12493 Minkowski      | 1997 PM1     | 4 tháng 8 năm 1997   | Prescott                | P. G. Comba                                      |
| 12494 Doughamilton   | 1998 DH11    | 25 tháng 2 năm 1998  | Haleakala               | NEAT                                             |
| 12495 -              | 1998 FJ      | 18 tháng 3 năm 1998  | Woomera                 | F. B. Zoltowski                                  |
| 12496 Ekholm         | 1998 FF9     | 22 tháng 3 năm 1998  | Kitt Peak               | Spacewatch                                       |
| 12497 -              | 1998 FQ14    | 26 tháng 3 năm 1998  | Caussols                | ODAS                                             |
| 12498 Dragesco       | 1998 FY14    | 26 tháng 3 năm 1998  | Caussols                | ODAS                                             |
| 12499 -              | 1998 FR47    | 20 tháng 3 năm 1998  | Socorro                 | LINEAR                                           |
| 12500 Desngai        | 1998 FB49    | 20 tháng 3 năm 1998  | Socorro                 | LINEAR                                           |